# Sistema de posicionamiento galáctico
El sistema de posicionamiento galáctico es un sistema que utiliza púlsares de milisegundos de rayos x para determinar precisamente, en el espacio exterior, la ubicación de una nave espacial. Es de extrema utilidad para misiones al espacio profundo y misiones interestelares.

## Funcionamiento
Este determinación se logra precisando el momento en el que por primera vez se emitió la señal de rayos x del púlsar y la hora exacta en la que se recibió. Esto permite inferir el tiempo que ha estado volando por el espacio, el cual, multiplicado por la velocidad de la luz, cualifica la distancia al púlsar. Este procedimiento se repite con varios otros púlsares para triangular la posición en el espacio exterior.

## Experimento SEXTANT
En la 231.ª reunión de la Sociedad Astronómica Americana, en Washington D. C., Keith Gendreau, investigador principal de la misión Explorador de composición interior de estrellas de neutrones (NICER) de la NASA, describió la primera demostración exitosa de un sistema para usar púlsares para la navegación en el espacio. El experimento logró una precisión menor a 10 kilómetros, en menos de ocho horas. El equipo espera llegar a menos de 0,6 millas (1 kilómetro) de precisión.